# Список умерших в 522 году

## Дата смерти неизвестна или требует уточнения
- Галан — король пиктов (510—522)
- Дамназ[англ.] — царь Лазики (?—522)
- Динифий[фр.] — епископ Тура (521—622)
- Лю Се — литературный критик эпохи Северных и Южных Династий, признаваемый автором трактата «Вэнь син дяо лун» («Резной дракон литературной мысли»).
- Мария Египетская — христианская святая, считается покровительницей кающихся женщин.
- Панталевон — святой Эфиопской православной церкви, один из «девяти преподобных»[англ.], основатель одного из древнейших эфиопских монастырей — Абба-Панталевон
- Флавий Евтарик Циллика — знатный вестгот из Иберии, римский консул.

| ← в 521 году | Список умерших в 522 году | в 523 году → |